# Léon Fichot
Pour les articles homonymes, voir Fichot.
Léon Fichot, né le 12 octobre 1906 à Baubigny et mort le 15 août 1992 à La Guiche,, est un coureur cycliste français. Décrit comme un bon grimpeur, il a participé au Tour de France en 1932.

## Palmarès
- 1925
  - Dijon-Auxonne-Dijon
- 1926
  - 3e du Circuit du Jura
  - 3e de Dijon-Auxonne-Dijon
- 1927
  - Paris-Dieppe
  - Dijon-Auxonne-Dijon
  - Course de côte du Ballon d'Alsace
  - Nevers-Vichy-Nevers
  - 3e du Circuit du Jura
- 1928
  - Circuit du Mont-Blanc
  - Circuit des Monts du Roannais
- 1929
  - Grand Prix de l'Écho d'Alger
  - Grand Prix de la Sarthe
  - Circuit du Cantal
  - Angers-Nantes-Angers
  - 2e de Nevers-Vichy-Nevers
- 1930
  - Circuit de l'Allier
  - Circuit de Vendée
  - Circuit des Vosges et l'Alsace
  - Course de côte du mont Faron
  - Course de côte du Ballon d'Alsace
  - 2e du Circuit du Cantal
  - 2e du Circuit des Villes d'Eaux d'Auvergne
  - 3e de Lyon-Belfort
  - 3e de la Polymultipliée
- 1931
  - Circuit du Mont-Blanc
  - Tour de Haute-Savoie
  - Circuit des cols pyrénéens
  - Circuit de Dorachon
  - 2e du Circuit des Vosges et d'Alsace
- 1932
  - Polymultipliée
  - 2e de Nevers-Vichy-Nevers
- 1933
  - Besançon-Belfort
  - Circuit du Bocage vendéen
- 1935
  - Dijon-Auxonne-Dijon
- 1937
  - 3e du Circuit du Cantal

## Résultats sur les grands tours

### Tour de France
1 participation
- 1932 : éliminé (5e étape)